# ズワイガニ属
ズワイガニ属（ズワイガニぞく、楚蟹属、学名：Chionoecetes）は、北太平洋と北大西洋の寒冷な海域に生息するカニの一群である。属名はギリシャ語で「雪に棲むもの」を意味する。
大西洋ではニューファンドランド島とグリーンランドの沖からノルウェー北部沖にかけて、日本海、オホーツク海、太平洋ではベーリング海、アメリカ合衆国アラスカ州のアラスカ湾とノートン湾に分布する。
オオズワイガニ（Chionoecetes bairdi）は、アラスカ、ロシア極東海域の一部に生息する。
なお、丸ズワイガニという商品名で流通しているカニは標準和名をオオエンコウガニ（Chaceon maritae）といい、オオエンコウガニ科オオエンコウガニ属に属するため近縁種ではない。

## 種
ズワイガニ（Chionoecetes opilio） (Fabricius, 1788) – snow crab or opilio
山口県以北の日本海と、茨城県以北からカナダまでの北太平洋、オホーツク海、ベーリング海に広く分布する。体色は暗赤色。甲羅は三角形で、鋏脚と第5歩脚は短いが第2-4歩脚が長い。
冬の味覚として人気が高く、ズワイガニ属の中ではオオズワイガニに次いで高値で取引される。
地方名が多く、雄は松葉ガニ、越前ガニ、雌はセイコガニ、コウバコガニ等の名称が付けられてることがあるが、種としては全てズワイガニに分類される。
ベニズワイガニ（Chionoecetes japonicus） Rathbun, 1932 – beni-zuwai crab
ズワイガニとよく似ているが、分布域は日本近海に限られ、生息する水深も500-2700mと深い。和名のとおり体が赤く、ズワイガニに比べると甲羅が丸く、脚が平たい。
ズワイガニと比較すると若干味は劣るとされるが、食感は繊細で甘みがあり、価格も手頃であることから人気は高い。
- 香住港（兵庫県美方郡香美町）で水揚げされるベニズワイガニは、「香住ガニ」と呼ばれている。

なお、両種が生息する水深700mほどでは、両種の交雑個体とみられる個体も報告されている。当初、亜種にカイザンベニズワイガニ（C. j. pacificus）があるとされたが、後に本種は別種C. pacificusであるとされた。
オオズワイガニ（Chionoecetes bairdi） Rathbun, 1893 – tanner crab, bairdi, or inshore tanner crab
ズワイガニとよく似ているが、北海道以北、ベーリング海の北アメリカ側、カムチャッカ半島東側などに分布している。学名からバルダイ種とも呼ばれる。ズワイガニに比べると少し大きい、甲羅の形状が少し横長、口上部がM字型になっているなどの特徴がある。
味はずわいがにより濃厚な味が特徴で、繊維質が強く食べ応えがある。漁獲量が少なく、ほとんど料亭やホテルなど高級外食産業向けにのみ消費されており、高価に流通している。地域性では関西での認知が比較的高く、京都の料亭などではオオズワイガニバルダイ種しか扱わない店もあり、こだわって扱っている。
ミゾズワイガニ（Chionoecetes tanneri） Rathbun, 1893 – grooved tanner crab
甲羅の中央部の溝は狭くて深く、後縁部には2本のトゲがある。北アメリカのベーリング海から北カルフォルニアに分布している。生息数が極端に少ないことから漁業の対象になっておらず、生態もよく分かっていない。
トゲズワイガニ（Chionoecetes angulatus） Rathbun, 1893 – triangle tanner crab
甲羅の中央部の溝は広くて浅く、後縁部には1本の鋭いトゲがある。米国オレゴン州からアラスカ州に至る北太平洋、ベーリング海に分布している。ミゾズワイガニと同様に生息数が少なく漁業対象外であり、生態も明らかになっていない。種としては他のズワイガニと別に分類されているが、3か月に及ぶプランクトン幼生期があることから、遠くまで流されることがあるため、アラスカのトゲズワイガニと遠く離れた日本近海のベニズワイガニは同じ遺伝子型を持つことが分かっている。
Chionoecetes elongatus Rathbun, 1925

Chionoecetes pacificus Sakai, 1978